# ایست کلیولند (تنسی)
ایست کلیولند(به انگلیسی: East Cleveland) شهری در ایالت تنسی کشور ایالات متحده آمریکا است که جمعیت آن در سرشماری سال ۲۰۱۰ میلادی، ۱٬۶۰۸ نفر بوده‌است.